# San Juan (jeu)
Pour les articles homonymes, voir San Juan.
San Juan est un jeu de société créé par Andreas Seyfarth en 2004.
Il constitue la version jeu de cartes du jeu de société Puerto Rico.
Pour 2 à 4 joueurs, à partir de 12 ans pour environ 50 minutes.
Le jeu est disponible en allemand et français (chez Alea), néerlandais (Ravensburger), anglais (Rio Grande), japonais (???).

## Principe général
San Juan est un jeu de cartes pour 2 à 4 joueurs. Les cartes font à la fois office de bâtiments à construire, de monnaie (lorsqu'un joueur construit un bâtiment, il doit se défausser d'autant de cartes de sa main que le coût du bâtiment) et de marchandises (les cartes de production permettent de produire des marchandises qui, une fois revendues, permettent d'acquérir des cartes supplémentaires).
Les cartes se divisent en deux grands groupes :
- Les cartes de production qui permettent de tirer des cartes grâce à un processus de production et vente.
- Les cartes violettes qui donnent des bonus variés.

Les cartes violettes peuvent être subdivisées en deux sous-groupes: celles qui offrent un bonus "pratique" pendant le jeu (p. ex., payer moins cher pour construire certains bâtiments) et celles qui offrent des points de victoires supplémentaires.
À chaque tour de table, chaque joueur choisit un rôle parmi les 5 disponibles (chaque joueur doit en choisir un différent). À chaque rôle correspond une action que tous les joueurs peuvent exécuter lorsque le rôle est choisi. Le joueur qui a choisi le rôle possède un avantage appelé « privilège » lors de l'exécution de l'action.
Chaque bâtiment construit rapporte des points de victoire (indiqué sur chaque carte). Lorsqu'un joueur possède 12 bâtiments construits, l'action de construction en cours se complète et le jeu est terminé. Les points de victoire sont comptabilisés, le joueur en cumulant le plus est déclaré vainqueur.

## Règles du jeu
Voir Liens externes

## Récompense
- Japan Boardgame Prize  langue japonaise 2004
- Deutscher Spiele Preis  2004, 2e place
- Spiel des Jahres  2004, jeu pour 2 joueurs
- International Gamers Awards  2004, nommé